# Valea Cerbului
Valea Cerbului falu Romániában, Erdélyben, Fehér megyében. Közigazgatásilag Bucsony községhez tartozik.

## Fekvése
Bucsum-Cserbu közelében fekvő település.

## Története
Valea Cerbului korábban Bucsum-Cserbu része volt, 1956 körül vált külön településsé 75 lakossal.
1966-ban 61, 1977-ben 110, 1992-ben 89, 2002-ben pedig 82 román lakosa volt.